# کاریزنو (زبرخان)
کاریزنو روستایی در دهستان زبرخان بخش زبرخان شهرستان نیشابور استان خراسان رضوی ایران است.

## جمعیت
بر پایه سرشماری عمومی نفوس و مسکن در سال ۱۳۹۵ جمعیت این روستا ۶۸۷ نفر (۲۱۳خانوار) بوده‌است.